# Ernst Andersson
Nils Axelsson (født 26. marts 1909, død 9. oktober 1989) var en svensk fodboldspiller (midtbane) og -træner.
Andersson spillede på klubplan 16 år for IFK Göteborg. Han var med til at vinde to svenske mesterskaber med klubben, i henholdsvis 1935 og 1942.
Andersson spillede desuden 29 kampe for Sveriges landshold, og repræsenterede sit land ved VM 1934 i Italien.

## Titler
Svensk mesterskab
- 1935 og 1942 med IFK Göteborg